# Philippe de Hesse-Philippsthal

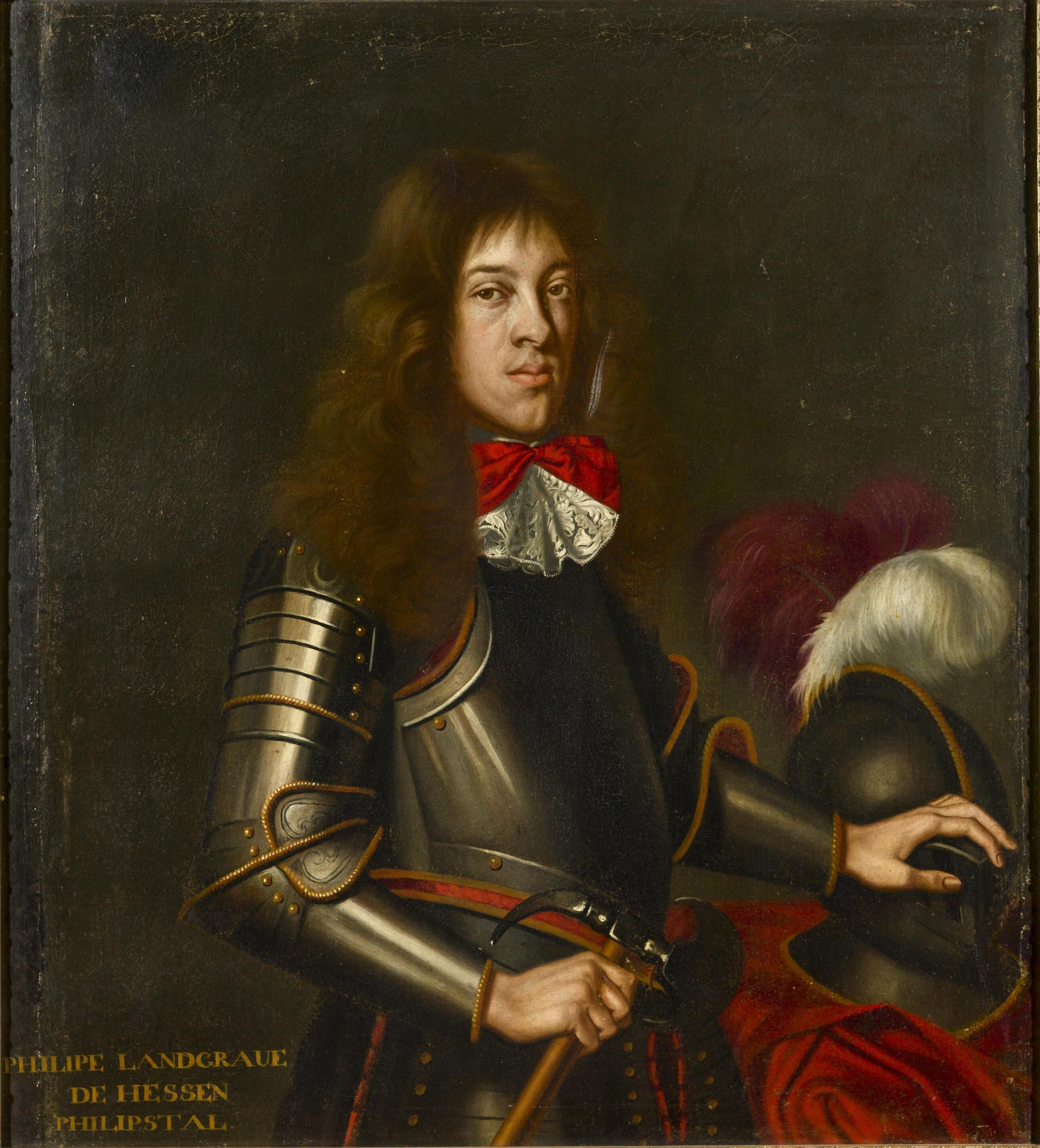
Philippe de Hesse-Philippsthal

Philip de Hesse-Philippsthal (14 decembrie 1655 – 18 iunie 1721) a fost al treilea fiu al landgrafului Wilhelm al VI-lea de Hesse-Kassel și a Hedwig Sophie de Brandenburg. El a fost primul langraf de  Hesse-Philippsthal din 1663 până în 1721 și a fondat a cincea ramură a Casei de Hesse.

## Biografie
În 1680, Philip de Hesse-Philipsthal s-a căsătorit cu Catherine de Solms-Laubach (1654–1736), fiica contelui Karl Otto de Solms-Laubach). Ei au avut 8 copii:
- Wilhelmine de Hesse-Philipstahl (1681–1699)
- Karl I de Hesse-Philippsthal, landgraf de Hesse-Philippsthal
- Amélie de Hesse-Philippsthal (1684–1754)
- Amoene de Hesse-Philippsthal (1685–1686)
- Philip def Hesse-Philipsthal (1686–1717) care în 1714 s-a căsătorit cu Marie von Limburg (1689–1759, fiica contelui Albert von Limburg; au avut copii
- Henriette de Hesse-Philippsthal (1688–1761)
- Wilhelm de Hesse-Philippsthal-Barchfeld, landgraf de Hesse-Philippsthal-Barchfeld, fondatorul celei de-a șasea ramuri a Casei de Hesse
- Sophie de Hesse-Philippsthal (1695–1728) care în 1723 s-a căsătorit cu Peter August, Duce de Schleswig-Holstein-Sonderburg-Beck